# M-407
La M-407 es una autovía de la Red Principal de la  Comunidad de Madrid. Con una longitud de 15,95 km, nace en la localidad de Leganés, justo en la salida del parque de Polvoranca, donde enlaza con la M-406, y termina en las localidades de Griñón y Serranillos del Valle en la M-404.

## Historia
Esta carretera fue construida en dos tramos, el primero entre Leganés, en el citado enlace con la M-406, y Fuenlabrada en el enlace con la carretera M-506 y con el barrio de Loranca. Este tramo, con dos carriles por sentido, no podía considerarse autovía debido a que tenía varias glorietas en su recorrido.
El segundo tramo va desde el enlace con la M-506 y Griñón, este segundo tramo es Autovía. Con la construcción de este segundo tramo se procedió a reformar el antiguo enlace con la M-506, mediante la construcción de un puente, que permite salvar la rotonda de acceso a Loranca. Este segundo tramo fue puesto en servicio en mayo de 2007.
En 2011, en el primer tramo se eliminaron la práctica totalidad de glorietas, convirtiéndose en autovía desde la M-50.

## Peaje en sombra
El tramo de 11,6 kilómetros entre el enlace con la M-506 en Fuenlabrada y Griñón se explota a través de la modalidad de peaje en sombra. Mediante un contrato de concesión el gobierno regional de la Comunidad de Madrid paga por los vehículos que circulen por esta vía a cambio de la construcción y conservación por parte de la adjudicataria.
El contrato de concesión se adjudicó en agosto de 2005 y se encuentra en explotación desde 2007. La sociedad concesionaria se denomina "Madrid 407, Sociedad Concesionaria, S.A.", participada por FCC y Bankia a través del grupo concesional Globalvia Infraestructuras, S.A.

## Recorrido
En su camino entre Leganés y Fuenlabrada esta carretera tiene un enlace con la carretera de circunvalación M-50, a través de una gran rotonda, en la cual se producen a ciertas horas grandes retenciones. Además de esta rotonda, contaba con otras cuatro, todas ellas en su tramo más antiguo, las cuales fueron reemplazadas por pasos a distinto nivel en 2010, y que enlazan con la M-406, el barrio de Arroyo Culebro de Leganés, el barrio del Naranjo en Fuenlabrada y dos polígonos industriales también en Fuenlabrada.
En el segundo tramo cuenta con cuatro salidas:
- Enlace con la rotonda que da acceso a la M-506 y al barrio de Loranca y al centro comercial Loranca.
- Enlace con el Camino del Molino de Fuenlabrada, hacia el barrio de Loranca y el Hospital de Fuenlabarada.
- Enlace con la M-413 hacia Moraleja de Enmedio.
- Enlace con la M-410
- Por último la carretera desemboca en una rotonda en la localidad de Serranillos del Valle, tomando la carretera, en sentido inverso, en otra rotonda de Griñón.

## Tráfico
Las cifras de intensidad circulatoria (vehículos diarios) en 2012 se detallan en la tabla adjunta:
| KM     | Intensidad media diaria | % Vehículos pesados | Ubicación del P.K. de medición |
| ------ | ----------------------- | ------------------- | ------------------------------ |
| 2,400  | 41.841                  | 7,65                | Entre Leganés y M-506          |
| 4,300  | 36.114                  | 5,79                | Entre glorieta y M-506         |
| 7,500  | 33.161                  | 6,28                | Entre M-506 y M-413            |
| 10,200 | 28.603                  | 5,50                | Entre M-413 y M-410            |
| 13,300 | 24.458                  | 5,52                | Entre M-410 y M-404            |

## Tramos
| Denominación | Tramo                                                                                           | km      | Año servicio |
| ------------ | ----------------------------------------------------------------------------------------------- | ------- | ------------ |
| M-407        | Leganés M-406 - Fuenlabrada M-506 Tramo original (con rotondas) Supresión de rotondas (autovía) | 4,5 4,5 | 1999 2011    |
| M-407        | Fuenlabrada M-506 - Griñón M-404                                                                | 11,6    | 2007         |